# Buzz marketing
Buzz marketing é um tipo especifico de trabalho de marketing que visa a disseminação de propaganda de um produto ou serviço através de cadeias de consumidores.
Conforme Arthur D. Little, "trata-se de uma das novas estratégias de marketing que encoraja indivíduos da sociedade a repassar uma mensagem de marketing para outros, criando potencial para o crescimento exponencial tanto na exposição como na influência da mensagem. Como os vírus reais, tais estratégias aproveitam o fenômeno da rápida multiplicação para levar uma mensagem a milhares e até milhões de pessoas".
Hoje todos os profissionais de marketing vêm enfrentando o mesmo problema: como atingir os consumidores, cada vez mais resistentes às propagandas tradicionais, com orçamentos menores e retorno esperado pelas empresas sempre aumentando?
O buzz marketing se profissionalizou exatamente para atender a esta nova demanda. Se antes a disseminação de ideias acontecia ao acaso, hoje já é possível criar e monitorar este tipo de ação de marketing. Diversas empresas já são consideradas cases de sucesso em campanhas de buzz marketing como, por exemplo, a Puma, Nike, Post-it, Red Bull, Google, Hotmail, Pulseiras Lance Armstrong, Palm, Harry Potter, Sandálias Havaianas, Cerveja Brahma, Kate Spade, Bulgari, Guess?, Ford, Nokia, Apple, AirWalk, 3M, dentre muitas outras.

## O modelo atual
O principal modelo de aplicação do buzz marketing utilizado atualmente baseia-se na ideia de encontrar alvos programados para o produto/serviço que se quer criar o buzz. O objetivo do buzz marketing é gerar uma sólida notoriedade dentro de um segmento, sem gastar enormes quantias de dinheiro em publicidade em massa, estando sempre dentro dos padrões da ética nos negócios.
Os 6 pilares que sustentam o Buzz Marketing:
- causa;
- contexto;
- eleitos;
- fixação da ideia;
- divulgação;
- desequilíbrio.

## Contexto
A tradução do termo buzz, ao pé da letra, é burburinho. Utilizando-a em marketing podemos ter uma boa ideia do que o termo significa.
O contexto do vírus mostra que os seres humanos são muito sensíveis ao seu ambiente, alterações neste meio interferem radicalmente no seu comportamento. (pág. 33).[carece de fontes?]
O ambiente e o momento em que uma epidemia se concentra são fatores determinantes para seu sucesso ou fracasso. Este é o poder do contexto do qual iremos detalhar nas próximas páginas, completando a regra dos eleitos e o fator de fixação.
Uma ideia pode existir durante anos e “de repente” estourar e virar uma epidemia. Quando isto ocorre, esta ideia encontrou o seu “timing”, uma série de outros fatores desencadeou um ambiente que proporcionou a disseminação desta ideia. É a ideia certa, no momento certo, no lugar certo e com as pessoas corretas. Muitas boas ideias morreram cedo ou nem sequer vingaram, pois não conseguiram se enquadrar num contexto.
Hoje, na metade da primeira década do século XXI, qualquer produto/serviço que parece ser complicado demais ou que não leve em consideração esta tendência de “vida simples” e aproveitar a vida que estamos vivenciando, estará totalmente fora do nosso contexto. Diferentemente ocorreria se ele fosse lançado no início da década de 90, quando quanto mais botões um aparelho tivesse, maior seria o valor reconhecido pelos clientes.
Uma ideia se espalha pelo poder do contexto de forma diferente de como ela se espalha através dos comunicadores ou experts. Não precisamos ver ou sermos incentivados por estas pessoas para sermos atingidos pelas ideias. Seremos contagiados apenas por estarmos dentro deste contexto. No Brasil podemos citar como exemplo as pichações. Pichações de paredes públicas são o símbolo do colapso do sistema. Ao nos deparamos com lugares cobertos por pichações e lixo, sentimos imediatamente que há um descaso das autoridades e logo a sensação de medo floresce. Estes lugares incentivam outros tipos de crimes e vandalismo, uma vez que a sensação de impunidade também é sentida pelos criminosos.
O poder do contexto é tão forte em algumas situações que ele pode até alterar características inerentes dos indivíduos, mesmo estes estando em sã consciência do que está acontecendo ao seu redor. Tomamos como exemplo o que ocorre em penitenciárias no mundo todo. O ambiente é tão hostil e com personagens com seus papéis bem definidos e estereotipados, que uma pessoa que era flexível e se torna um guarda, logo estará tão inflexível e autoritária como nunca pode imaginar. Um preso, que entrou lá por crimes menores, logo estará “jogando o jogo” ao lado de criminosos muito mais perigosos. Isto ocorre com muitas pessoas, e elas estão conscientes do que está acontecendo, porém cedem ao extremo poder de influência que o contexto exerce.
Tanto para os exemplos acima quanto para produtos ou serviços para quais desejamos criar uma epidemia, a variável mais sensível e que trás melhores resultados ao interferirmos é este componente do contexto. Podemos com maior facilidade alterar o contexto e criar um desequilíbrio na situação em direção aos nossos objetivos do que tentar modificar diretamente as características inerentes dos indivíduos.
O contexto inclui também subgrupos que podemos atingir para espalhar uma ideia. Estudo do antropólogo Robin Dunbar defende que nós temos uma capacidade social limitada a não mais o que 150 pessoas. Este é o número máximo de indivíduos com quem podemos ter um autêntico relacionamento social. Isto não significa que não existem pessoas que se relacionam com mais de 150 indivíduos, mas que ao superar este número, proporcionalmente o conhecimento e interação entre as pessoas diminuem, a intensidade e força desta rede reduzem sensivelmente e começam a surgir grupos dissidentes.
Seth Godin em seu livro  afirma que o melhor amigo de uma ideia para se espalhar é o vácuo. Mas o que é este vácuo?
Nossa sociedade esta numa permanente mudança e esta mudança está ocorrendo num intervalo de tempo cada vez menor. A cada mudança, pequenos vácuos de necessidade são criados e é neste momento que uma campanha de buzz marketing consegue maximizar o seu retorno. Porem estes momentos são muito curtos, com certa dificuldade de serem identificáveis e muito disputados. Neste sentido é preciso identificar as tendências de mudanças antes dos vácuos serem criados, pois somente assim a campanha de buzz marketing terá uma vantagem competitiva no primeiro momento do aparecimento dos vácuos.

## Regra dos eleitos
Em toda epidemia, num dado momento, os eleitos representam cerca de 20 % das pessoas, que são responsáveis por mais de 80% das transmissões (Lei de Pareto). Estas pessoas possuem facilidade de socializar-se no meio em que esta epidemia se espalha. Elas têm grande conhecimento e influência neste meio.
O sucesso de qualquer tipo de epidemia depende muito do envolvimento de pessoas dotadas de um conjunto raro e particular de talentos sociais.
Os eleitos, ou também conhecidos como agentes contaminadores, são pessoas que tem mais facilidade e poder para espalhar entre os seus amigos uma ideia nova. Toda campanha de buzz marketing deve identificar e cortejar os eleitos para disseminarem as suas ideias. É um dos fatores-chave para o sucesso.
Quando identificamos os eleitos para espalharem o buzz marketing, estamos também definindo qual é o vetor desta ideia, ou seja, a direção geográfica e demográfica que serão o norte da campanha.
Exemplo de como Paul Revere espalhou a notícia do ataque inglês que estava por vir no estopim da Revolução Americana. Paul Revere era um comunicador e ao mesmo tempo um expert. Estas duas qualidades são divisoras de perfil dos eleitos. Comunicadores são pessoas fortemente sociáveis, conhecem muitas pessoas, convivem em diversos ciclos sociais. Eles são importantes não só pelo número, mas também pelos tipos de pessoas que eles conhecem. É neste perfil que motivadores como dinheiro, premiações e outros incentivos fazem mais efeito.
Mas quem são as pessoas que passam as ideias aos comunicadores? Os experts. Existe gente especializada em todos os assuntos e são nelas que confiamos para colher aconselhamento e nos dar suporte a decisões. “Expert é o que acumula conhecimento. Eles têm informações sobre muitos produtos, preços e lugares diferentes. Gosta de iniciar discussões com consumidores e responder a solicitações”, diz Linda Price. Os experts são tão importantes para o início de uma campanha de marketing viral não apenas pelo que sabem, mas como eles passam adiante o que sabem. Eles gostam de ajudar pelo simples fato de transmitir conhecimento.
O comunicador e o expert são peças chaves para uma campanha de marketing viral. “Um comunicador pode dizer a dez amigos onde ficar em Los Angeles, e a metade aceitará. Um expert vai dizer a mesma coisa a cinco pessoas, mas com tanta ênfase que todas aceitarão. São personalidades diferentes em funcionamento, agindo por diversas razões. Mas ambas têm o poder de detonar a epidemia de propaganda de boca.” Malcolm Gladwell.
Estes eleitos ganham juntamente com os seus amigos que eles aconselham. Os eleitos ganham status como agente comunicador por respeitar seus iguais, pois está sugerindo algo que já experimentou e que provavelmente também vai tornar a vida dos seus amigos mais fácil ou prazerosa. Respeito e sinceridade são duas premissas que, tanto o expert quanto o comunicador, nunca devem esquecer. Todos precisam sair ganhando. Quem indicou, quem recebeu a indicação e o produto ou serviço indicado!
Estudos mostram que estas pessoas com facilidade de espalhar um vírus de ideia utilizam de linguagens que são compreendidas apenas pelo nosso subconsciente. Elas falam, escutam, interrompem e gesticulam. Há uma sincronia irracional, uma dimensão rítmica física que intensifica o poder de persuasão, pessoas movem ombro ou rostos, mãos, sobrancelhas, o volume e o tom de voz se equilibram, há uma latência, ou seja, o espaço de tempo entre o momento em que um falante pára de falar e o outro começa. Tudo numa grande harmonia, não necessariamente as pessoas replicam esta sincronia. Mas é como se estivessem dançando e agitassem num mesmo ritmo.
Vendedores de ideias gostam de grandes recompensas porém mais desafiadoras ao invés de pequenas e facilmente atingíveis. Por natureza os vendedores tendem a assumir maiores riscos em troca de maiores recompensas. Claro que os desafios precisam ser atingíveis e os vendedores devem estar cientes de que se o volume for atingido, não importando muito os meios, eles serão recompensados. Ainda sobre o desempenho dos vendedores ao espalharem uma ideia, é preciso haver uma comunicação entre todos os envolvidos quando os grandes desafios são atingidos. Isto estimula e mostra que aquilo é possível aos outros. Esta comunicação deve ocorrer não somente entre os vendedores, mas também para outras pessoas e assim reconhecerem os grandes vendedores e também serem atraídas ao rebanho. Regras não podem ser alteradas no meio do caminho, com o risco de criar entre os vendedores um boca a boca negativo, portanto é necessário um bom planejamento de metas e recompensas.
Agente poderoso, alfa ou expert não pode ser comprado. Toda vez que ele espalha uma ideia em troca de suborno, seu poder diminui. Quando um expert adota uma ideia, ele está assumindo o risco de conseguir introduzir esta ideia ou não. Este resultado influenciará o aumento ou redução do seu poder de convencimento. O desafio está em como acioná-los e descobrir a motivação para adotarem uma ideia. 0s vendedores de ideias, ou contaminadores promíscuos, estes sim podem espalhar uma ideia recebendo uma remuneração em troca. Mas cuidado, pois pessoas realmente boas sabem que se alguém pode ser comprado, este não passa de um quadro de anúncios ambulante.
Pague os vendedores. Possibilite fluidez aos comunicadores. Faça os experts abraçarem a causa.
No fundo, os experts precisam convencer os comunicadores de que aquela ideia inovadora realmente vale a pena e é viável. Os comunicadores por sua vez se utilizam de todas as suas habilidades para que detalhes estranhos não cheguem à grande massa, exaltando os pontos positivos e tornando a ideia altamente atrativa.

## Onetworkingdos eleitos
Um dos primeiros passos para quem quer disseminar uma ideia dentro de um grupo de eleitos é descobrir como eles se comunicam e como estão conectados uns aos outros. Com a popularização da internet estamos dentro de uma rede de contatos muito maior do que 10 anos atrás, podemos nos comunicar com nossos amigos, amigos de amigos, amigos de amigos de amigos... Estamos facilmente acessíveis a todo tempo via telefones, celulares, e-mails, instant messengers, blogs, e de um tempo para cá pelo Orkut, Twitter, Facebook e outras redes sociais.
É através deste grande networking que as ideias encontram o ambiente ideal para viajar rapidamente. Este ambiente ideal é semelhante a uma colmeia onde organizamo-nos em grupos e subgrupos que compartilham diversos fatores em comum, como o jeito de se comunicar, músicas que gostam de ouvir, lugares a freqüentar, roupas, ideais e até objetivos de vida.

## Fator de fixação
Durante o início de uma epidemia, normalmente o poder deste vírus é pequeno e com o passar do tempo se fortalece. Note, porém que não estamos falando de aumento de infectabilidade, mas sim do poder de fixação deste vírus.
Para o vírus de ideia, a fixação significa que a mensagem causou impacto, você não consegue tirá-la da cabeça.
O Fa(c)tor de Fixação consiste na qualidade da ideia em torno da qual estamos querendo o marketing viral.
Quanto mais uma pessoa presta atenção em alguma ideia (intelectual e/ou fisicamente), mais está ideia é lembrada, tem sentindo e as pessoas querem participar. Daí surge à extrema importância de saber “o que chama a atenção do seu público”, o que ele está esperando e qual a expectativa inerente.
“Existe uma forma simples de embalar uma informação que, nas devidas circunstâncias, a torna irresistível. Basta descobrir qual é”. (O Ponto de Desequilibro, pág. 127).[carece de fontes?]
A persistência das ideias variam conforme o poder de fixação de cada uma, algumas influencia pessoas por meses ou anos, outras possuem uma vida muito mais curta. É muito importante identificar esta vida da ideia e assim poder decidir qual é o momento em que se deve deixar de pagar para disseminá-la e assim ate cobrar dos clientes e lucrar com isto.
Uma das formas de se aumentar à fixação de ideias é trabalhar com o conceito de amplificação. Produtos e serviços de qualidade geram naturalmente certo marketing de boca a boca, porem quando estudamos o evento, identificamos os cinco pilares e damos suporte para a disseminação das ideias, estamos ampliando o boca a boca de tal forma que este evento passa a ser cada vez maior e se transforma no buzz marketing.

## Métricas
Para esclarecer e organizar as informações relacionadas às medidas potenciais das campanhas virais, as principais possibilidades de medidas devem ser consideradas em relação aos objetivos formulados para a campanha viral. Nesse sentido, alguns dos principais resultados cognitivos das atividades de marketing viral podem incluir medidas como o número de visualizações, cliques e acessos para um conteúdo específico, bem como o número de compartilhamentos nas mídias sociais, como curtidas no Facebook ou retuítes no Twitter, que demonstram que os consumidores processaram as informações recebidas por meio da mensagem de marketing. Medidas como o número de avaliações de um produto ou o número de membros de uma página da web da campanha quantificam o número de indivíduos que reconheceram as informações fornecidas pelos profissionais de marketing. Além das estatísticas relacionadas ao tráfego online, as pesquisas podem avaliar o grau de conhecimento do produto ou da marca, embora esse tipo de medição seja mais complicado e exija mais recursos.

## O desequilíbrio
Conclusões sobre o ponto de desequilíbrio:
1. iniciar epidemias exige a concentração de recursos em algumas áreas essenciais;
2. a teoria sobre o Ponto de Desequilíbrio requer uma reestruturação da nossa visão de mundo; o mundo não corresponde às nossas intuições, nem as pessoas;
3. pela simples manipulação do tamanho de um grupo, é possível melhorar drasticamente a sua receptividade às novas ideias; jogando com as formas de apresentar as informações, podemos aumentar significativamente a sua fixação; simplesmente encontrando e atingindo aquelas raras pessoas especiais que detêm tanto poder social, é possível mudar o curso das epidemias sociais.

Basta um empurrãozinho na pessoa certa, num determinado momento e no lugar correto, desequilibraremos tudo o que parece ser eternamente imóvel.